# Le voci bianche
Le voci bianche («Voces blancas» en italiano) es una película de comedia italiana de 1964 dirigida por Pasquale Festa Campanile y Massimo Franciosa. Se proyectó fuera de competición en el Festival Internacional de Cine de Cannes de 1964.

## Argumento
Roma en el siglo XVIII. Meo, el hijo mayor de una familia pobre, se ve obligado a reemplazar a su hermano menor destinado a una carrera como castrato, quienes son denominados «voces blancas». Sin embargo, logra sobornar al cirujano que lo va a operar. Su condición de falso «cantante» le permite ver con total tranquilidad a muchas damas de la nobleza romana y satisfacer sus deseos libertinos. Un día, durante una gira musical, conoce a su exprometida, Teresa. Descubre la mentira de Meo al quedar embarazada y le prepara, con la colaboración de su anciano marido, el príncipe Savello, una humillante venganza.

## Reparto
- Paolo Ferrari como Meo.
- Sandra Milo como Carolina.
- Graziella Granata como Teresa.
- Anouk Aimée como Lorenza.
- Vittorio Caprioli como Matteuccio.
- Jeanne Valérie como María.
- Philippe Leroy como Don Ascanio.
- Barbara Steele como Guilia.
- Leopoldo Trieste como 'Orapnobbi'.
- Jacqueline Sassard como Eugenia.
- Claudio Gora como Marchionne.
- Jean Tissier como Príncipe Savello.
- Luigi Basagaluppi como Peppino Alabastri - el castrato.
- Giulio Battiferri como Padre de Meo.
- Alfredo Bianchini como Maestro de los castrati.
- Anita Durante como Agnese - Madre de Meo.
- Jacques Herlin como Fraile.
- Francesco Mulè como Monje trapense.
- Gino Pernice como Cantante con traje rojo.
- Filippo Spoletini como Hermano de Meo.
- Guglielmo Spoletini como Hermano de Meo.

## Producción
El dúo Pasquale Festa Campanile-Massimo Franciosa —guionistas de Luchino Visconti y Mauro Bolognini—, en la opinión de Lorenzo Codelli, «construyen con Le voci bianche una espléndida sátira del siglo XVIII». «Originalidad del tema, profusión de inventiva guionista, extrema libertad de tono que evoca a Boccaccio, Maquiavelo y aún más Suetonio, estas diferentes cualidades se utilizan en una reconstrucción inconformista de un siglo libertino y feroz».
Sin embargo, los realizadores de la película también querían que su «historia fuera una alegoría de lo que todavía está sucediendo hoy (es decir, en la época contemporánea). (...) aún existen torturas voluntarias a las que nos sometemos para obtener el éxito en la vida, para quedar bien, para ser conformistas, para nuestra carrera, en virtud de la emulación o simplemente de la envidia. En cierto modo, cada uno de nosotros tiene que hacer de soprano y esconder nuestra conciencia y nuestra dignidad».

## Recepción
Ottavio Jemma, escritor, guionista y colaborador habitual de Festa Campanile (aunque no en esta película), define Le voci bianche como «un retrato cáusticamente feroz de la Roma del siglo XVII, libertina e hipócrita, que prospera a la sombra del gobierno papal». En cambio, el crítico Ermanno Comuzio señaló que «la sátira surge de una colaboración eficaz entre los diversos elementos creativos: los sabrosos vestuarios y los decorados de Pier Luigi Pizzi (pero el mérito va incluso antes que los directores, que supieron fusionar el vestuario de los personajes con los fondos auténticos de la Roma barroca), las actuaciones protagonizadas por un salvaje Paolo Ferrari, y las ingeniosas citas musicales de Gino Marinuzzi Jr.».
Para el Diccionario Mereghetti se trata de una «película impertinente y mordaz [...] que demuestra una riqueza de inventiva y una libertad de tono que el prolífico Festa Campanile nunca tocó —ni antes ni después— en su dilatada carrera». El Diccionario Morandini la define como «una de las farsas de disfraces más impertinentes y sin escrúpulos de la década de 1960».